# William Jencks
William Platt Jencks (* 15. August 1927 in Bar Harbor, Maine; † 3. Januar 2007) war ein US-amerikanischer Biochemiker und Enzymologe.

## Werdegang und Werk
1951 erhielt Jencks an der Harvard Medical School seinen Medical Doctor. Er assistierte zunächst am Peter Bent Brigham Hospital in Boston und verbrachte danach ein Jahr als Postdoc am Massachusetts General Hospital. Bei Fritz Albert Lipmann vertiefte er seine Kenntnisse in Biochemie und Chemie. Während des Koreakriegs diente Jencks am Walter-Reed-Militärkrankenhaus, als Mitarbeiter des Army Medical Service Graduate School Department of Pharmacology. Nach zwei Jahren kehrte er zurück zu Lipmann, wo er ein weiteres Jahr in dessen Labor arbeitete. Danach ging er – ebenfalls als Postdoc – an die Harvard University zu Robert B. Woodward. 1957 wechselte er an die Brandeis University. Zunächst als Assistant Professor, danach als Associate Professor und später als Full Professor für Biochemie. 1996 erfolgte seine Emeritierung.
Jencks veröffentlichte nahezu 350 wissenschaftliche Artikel als Autor beziehungsweise Co-Autor, im Wesentlichen auf dem Gebiet der Enzymologie.
Jencks war Mitglied der National Academy of Sciences, der American Philosophical Society, der American Academy of Arts and Sciences und der Royal Society. Er wurde mit dem James Flack Norris Award, dem Repligen Award in Chemistry of Biological Processes und 1963 mit dem Eli Lilly Award in Biological Chemistry geehrt.
Von Jencks stammt der Begriff des Circe-Effektes, bei dem Enzym-Reaktionen infolge von elektrostatischen Anziehungskräften beschleunigt ablaufen.
Mit seiner Frau Miriam hatte er zwei gemeinsame Kinder.

## Publikationen (Auswahl)
- W. P. Jencks: Catalysis in Chemistry and Enzymology. Courier Dover Publications, 1987, ISBN 0-486-65460-5 eingeschränkte Vorschau in der Google-Buchsuche
- R. H. Abeles, P. A. Frey, W. P. Jencks: Biochemistry. Verlag Jones and Bartlett, 1992, ISBN 0-86720-212-2.
- W. P. Jencks: From chemistry to biochemistry to catalysis to movement. In: Annual review of biochemistry. Band 66, 1997, S. 1–18. doi:10.1146/annurev.biochem.66.1.1. PMID 9242900.
- W. P. Jencks: Reaction mechanisms, catalysis, and movement. In: Protein science Band 3, Nummer 12, Dezember 1994, ISSN 0961-8368, S. 2459–2464. doi:10.1002/pro.5560031232. PMID 7757002.
- W. P. Jencks: How does a calcium pump pump calcium? In: The Journal of biological chemistry. Band 264, Nummer 32, November 1989, S. 18855–18858. PMID 2530226. (Review).